# Copa Mohamed V 1975
La Copa Mohamed V 1975 fue la duodécima edición del Trofeo Mohamed V. La competición de clubes se disputó en Casablanca, Marruecos. La disputaron 3 clubes invitados de la UEFA y de la Conmebol, y el MC Oujda, campeón de la liga marroquí. La copa fue ganada por el Dinamo de Kiev, que venció en la final por 3 a 2 a Újpest.

## Equipos participantes
En cursiva los debutantes.
| Confederación | País                    | Equipo             | Vía de clasificación                                  |
| ------------- | ----------------------- | ------------------ | ----------------------------------------------------- |
| CAF           | Marruecos (Organizador) | MC Oujda           | Campeón de la Campeonato Nacional de Fútbol (1974/75) |
| Conmebol      | Argentina               | Estudiantes        | Invitado                                              |
| UEFA          | Hungría Unión Soviética | Újpest Dinamo Kiev | Invitados                                             |

## Desarrollo
|  | Semifinales   | Semifinales  |   |              | Final        | Final |  |
|  |               |              |   |              |              |       |  |
|  |               |              |   |              |              |       |  |
|  | 16 de agosto  |              |   |              |              |       |  |
|  | MC Oujda      | 0            |   |              |              |       |  |
|  | Dinamo Kiev   | 3            |   |              |              |       |  |
|  |               |              |   |              |              |       |  |
|  |               |              |   |              | 17 de agosto |       |  |
|  |               |              |   |              | Dinamo Kiev  | 3     |  |
|  |               | Újpest       | 2 |              |              |       |  |
|  |               |              |   |              |              |       |  |
|  |               |              |   |              |              |       |  |
|  |               |              |   |              | Tercer lugar |       |  |
|  | 16 de agosto  | 16 de agosto |   | 17 de agosto | 17 de agosto |       |  |
|  | Újpest (pró.) | 3            |   | MC Oujda     | 2            |       |  |
|  | Estudiantes   | 2            |   |              | Estudiantes  | 1     |  |

| Bandera de la Unión Soviética |
| Campeón Dinamo Kiev 1° título |

## Estadísticas
| Pos. | Equipo      | Pts | PJ | PG | PE | PP | GF | GC | Dif. | Rend. |
| ---- | ----------- | --- | -- | -- | -- | -- | -- | -- | ---- | ----- |
| 1    | Dinamo Kiev | 4   | 2  | 2  | 0  | 0  | 6  | 2  | 4    | 100%  |
| 2    | Újpest      | 2   | 2  | 1  | 0  | 1  | 5  | 5  | 0    | 50%   |
| 3    | MC Oujda    | 2   | 2  | 1  | 0  | 1  | 2  | 4  | -2   | 50%   |
| 4    | Estudiantes | 0   | 2  | 0  | 0  | 2  | 3  | 5  | -2   | 0%    |